# Juan Carlos Paredes
Juan Carlos Paredes Reasco (Esmeraldas, 8 de julho de 1987) é um futebolista equatoriano que atua como ponta, ala, lateral ou meia. Atualmente defende o Emelec.

## Títulos
Deportivo Quito
- Campeonato Equatoriano: 2011

Olympiakos
- Superliga Grega: 2016-2017